# George Dyens
George Dyens (* 18. März 1932 in Tunis, Französisch-Nordafrika; † 2015 in Montreal) war ein französisch-kanadischer Bildhauer.

## Leben
Dyens studierte Bildhauerei an der Académie de la Grande Chaumière bei Yossip Zadkine und setzte seine Ausbildung an der École nationale supérieure des beaux-arts de Paris fort. Seine Werke wurden zu dieser Zeit u. a. im Salon de la jeune sculpture, im Salon Comparaisons und im Salon des réalités nouvelles ausgestellt. Als Gewinner des Großen Prix de Rome und des Prix du Bronce der Biennale de Paris arbeitete er von 1962 bis 1965 an der Académie de France à Rome in der Villa Medici, wo eine Reihe von Bronzeskulpturen entstanden. Beim Internationalen Symposium europäischer Bildhauer in Berlin vertrat er Frankreich und schuf auf dem Platz vor dem deutschen Reichstag die Skulptur Die Hoffnung. Für diese und das zeitgleich entstandene Werk Die Mauer zeichnete ihn die Stadt Berlin mit einem Preis aus. In der Folgezeit nahm er als Botschafter Frankreichs u. a. an der Triennale von Neu-Delhi, an der Exposition internationale de sculpture contemporaine im Musée Rodin und an der Biennale dell’Aquila und hatte in Paris und Rom Personalausstellungen.
1968 ging Dyens nach Kanada und unterrichtete dort ab dem Folgejahr an der Université du Québec. Anfang der 1980er Jahre wandte er sich der Holografie zu. Seine Holoskulpturen wurden u. a. in der Galerie l’Anse-aux-Barques des Musée du Québec (1981 und 1984), am Centre «VU» (1985) und im New Yorker Museum of Holography (1988) gezeigt. Das Musée du Québec widmete ihm 1996 eine Einzelausstellung, das Musée du Bas-Saint-Laurent veranstaltete 2010 eine Retrospektive seiner Werke.
Als Dyens’ bedeutendstes Werk gilt Big Bang II (1986/87), für das Marcelle Deschênes Musik komponierte. Es wurde erstmals in der Ausstellung Images du future gezeigt und gewann die Anerkennung der internationalen Kritik. Das Werk wurde mit Förderung der David Bermant Foundation und der Rockefeller Foundation von 1989 bis 1991 im Alternative Museum of New York gezeigt und repräsentierte Kanada bei internationalen Ausstellungen in Hannover, München, Rom, Paris, Montreal und San Francisco.
Für das Musée de la Civilisation in Québec schuf Dyens im Rahmen der Ausstellung Éphémère das Monumentalwerk Boomerang. Für den Place René-Lévesque der Stadt entstand die Skulptur Tribute to Québec's driving forces. 2000 erwarb die Stadt Montreal für die Eingangshalle des Rathauses ein holographisches Denkmal. Im Jahr 2002 eröffnete das Musée du Bas Saint-Laurent den Espace Georges Dyens, in dem sein Werk Vertigo Terrae dauerhaft untergebracht ist. Von 2002 bis 2004 nahm er an einer Wanderausstellung über den Völkermord mit dem Titel Mémoires et étoignages teil, die erstmals in der Leonard and Ellen Art Gallery der Concordia University gezeigt wurde.
Seit den 1990er Jahren war Dyens korrespondierendes Mitglied der Académie européenne des sciences, des arts et des lettres und Mitglied der Fondazione Marino Marini. 1996 wurde er mit dem Award for Excellence in Art Holography der La Shearwater Foundation ausgezeichnet.